# Frullania larjiana
Frullania larjiana là một loài Rêu trong họ Jubulaceae. Loài này được S.K. Singh & D.K. Singh mô tả khoa học đầu tiên năm 2005.